# Liste der Monuments historiques in Vernou-la-Celle-sur-Seine
Die Liste der Monuments historiques in Vernou-la-Celle-sur-Seine führt die Monuments historiques in der französischen Gemeinde Vernou-la-Celle-sur-Seine auf.

## Liste der Bauwerke
| Bezeichnung         | Beschreibung | Standort                | Kennzeichnung | Schutzstatus | Datum | Bild           |
| ------------------- | ------------ | ----------------------- | ------------- | ------------ | ----- | -------------- |
| Schloss Argeville   |              | (Lage)                  | PA00087314    | Inscrit      | 1986  |                |
| Schloss Beaurepaire |              | Route de Valence (Lage) | PA00125459    | Inscrit      | 1993  |                |
| Schloss Graville    |              | (Lage)                  | PA00086845    | Inscrit      | 2006  | weitere Bilder |
| Kirche St-Fortuné   |              | Vernou (Lage)           | PA00087315    | Inscrit      | 1946  | weitere Bilder |
| Kirche St-Pierre    |              | La Celle (Lage)         | PA00086846    | Inscrit      | 1926  | weitere Bilder |

## Liste der Objekte
Zum Verständnis siehe: Kirchenausstattung
- Monuments historiques (Objekte) in Vernou-la-Celle-sur-Seine in der Base Palissy des französischen Kultusministeriums